# Ученик (фотоаппарат, 1952—1954)

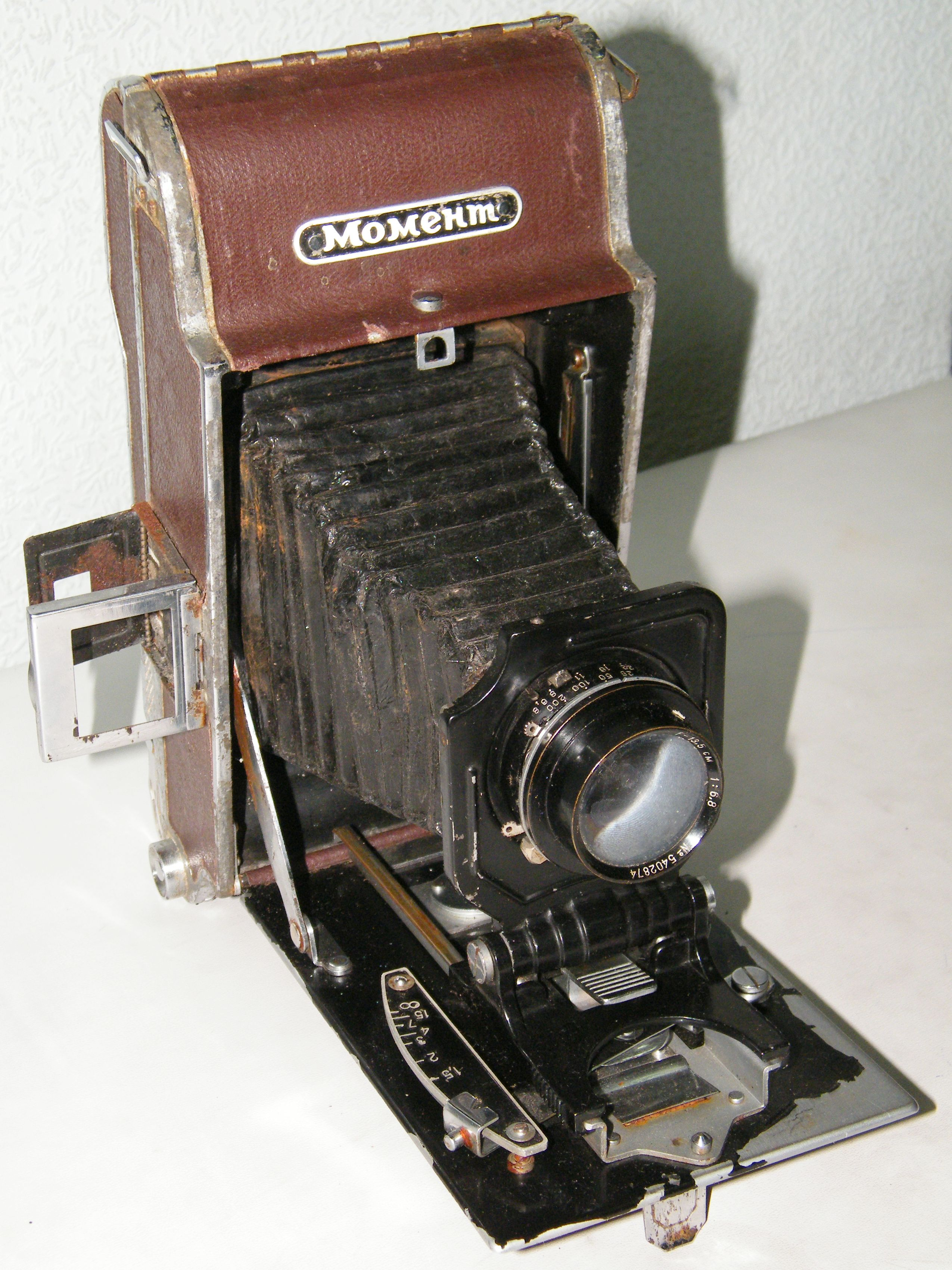
Фотоаппарат «Момент»

«Ученик» — версия фотоаппарата «Момент», предназначенная для съёмки на фотопластинки размером 9×12 см. Выпускался в 1952—1954 годах на ГОМЗ (Ленинград).

## Технические характеристики
- Тип применяемого фотоматериала — фотопластинки в кассетах размером 9×12 см.
- Фотоаппарат имел складной корпус, изготовленный из тонкого стального листа и покрытый дерматином.
- Передняя панель фотоаппарата открывалась, затем принудительно выдвигался мех с оправой объектива и фотографическим затвором.
- Наведение на резкость от одного метра до «бесконечности» осуществлялось передвижением оправы объектива по откинутой передней панели при помощи рычажного устройства.
- Объектив Триплет «Т-26» 6,8/135, просветлённый, с ирисовой диафрагмой. Значения диафрагм 6,8; 8; 11; 16; 22.
- Центральный междулинзовый фотографический затвор имел выдержки 1/10, 1/25, 1/50, 1/100, 1/200 секунды и «В». Имелась резьба под спусковой тросик.
- На фотоаппарате «Ученик» имеется два видоискателя — складной рамочный и съёмный оптический с зеркалом (не следует путать с видоискателями двухобъективных зеркальных камер и однообъективных зеркальных фотоаппаратов).
- Автоспуск отсутствует.
- На камере имеется два штативных гнезда с резьбой 3/8 дюйма — для крепления фотоаппарата в вертикальном и горизонтальном положении.

## Интересные факты
В 1930-е годы на ленинградской фабрике «Новая школа» выпускался простейший фотоаппарат (из двух картонных коробок) с таким же названием.